# Brian Burridge
Sir Brian Kevin Burridge, KCB,  CBE, FCMI, FRAeS (* 26. August 1949 in Maidstone, Kent) ist ein ehemaliger britischer Offizier der Royal Air Force, der zuletzt als General (Air Chief Marshal) zwischen 2003 und 2006 Oberkommandierender des RAF Strike Command war.

## Leben
Brian Kevin Burridge trat nach dem Schulbesuch am 24. September 1967 in die Royal Air Force (RAF) ein und absolvierte eine Offiziersausbildung. Neben zahlreichen Verwendungen als Offizier und Stabsoffizier wurde er zum Piloten auf Aufklärungsflugzeugen vom Typ British Aerospace Nimrod ausgebildet und besuchte das Royal Naval Staff College. Des Weiteren absolvierte er ein Studium an The Open University. 1990 wurde er als Oberst (Group Captain) Kommandant des Luftwaffenstützpunktes RAF Kinloss und verblieb bis 1992 auf diesem Posten. Als Brigadegeneral (Air Commodore) war er zwischen 1993 und 1994 Leiter des Referats für Streitkräfteentwicklung und strategisches Management (Director of Force Development/Strategy Management) im Verteidigungsstab sowie anschließend von 1994 bis 1997 Leitender Stabsoffizier des Chefs des Verteidigungsstabes (Chief of the Defence Staff), Feldmarschall Sir Peter Inge.
Im Juli 1998 wurde Burridge als Generalmajor (Air Vice Marshal) Kommandeur (Air Officer Commanding) der No. 11/18 Group RAF und verblieb bis Januar 2000 auf diesem Posten. Im Januar 2000 wurde er Nachfolger von Generalmajor Timothy Granville-Chapman als Kommandant des Joint Services Command and Staff College (JSCSC), der Vereinigten Kommando- und Stabsschule der Streitkräfte, und hatte diese Funktion bis zu seiner Ablösung durch Konteradmiral John Lippiett im Januar 2002 inne. Im Anschluss fungierte er als Generalleutnant (Air Marshal) zwischen Februar 2002 und Juli 2003 als stellvertretender Oberkommandierender des RAF Strike Command. In dieser Verwendung war er Oberkommandierender der britischen Streitkräfte bei der Operation Telic, die am 19. März 2003 begonnenen militärischen Operationen im Irakkrieg. Er war einer der Hauptzeugen für den Chilcot-Bericht, in dem insbesondere die öffentliche Begründung für den Kriegseintritt analysiert wurde.
Zuletzt wurde Brian Burridge als General (Air Chief Marshal) im Juli 2003 Nachfolger von Air Chief Marshal John Day als Oberkommandierender des Luftangriffskommandos (Air Officer Commanding-in-Chief, RAF Strike Command). Er verblieb in dieser Funktion bis zu seinem Ausscheiden aus dem aktiven Militärdienst im Januar 2006 und wurde dann von Air Chief Marshal Sir Joe French abgelöst. Zugleich fungierte er zwischen Juli 2003 und Januar 2006 als Luftwaffenadjutant (Air Aide-de-camp) von Königin Elisabeth II. Er ist Commander des Order of the British Empire (CBE) sowie Fellow des Chartered Management Institute (FCMI) und der Royal Aeronautical Society (FRAeS). Er wurde am 31. Oktober 2003 zum Knight Commander des Order of the Bath (KCB) geschlagen, so dass er seither den Namenszusatz „Sir“ führte.